# Trái tim bé bỏng (phim truyền hình)
Trái tim bé bỏng là một bộ phim truyền hình Philippines ban ngày được trình chiếu trên kênh ABS-CBN vào ngày 09 tháng 07 năm 2012.. Phim được mua bản quyền và lần đầu chiếu tại Việt Nam trên kênh TodayTV.
Phim xoay quanh chuyện tình ngọt ngào nhưng cũng lắm trái ngang của Maya (Jodi Sta. Maria), một cô gái có ước mơ trở thành tiếp viên hàng không và Richard Lim (Richard Yap) người đàn ông giàu có, góa vợ và có ảnh hưởng lớn trong ngành công nghiệp Hàng không. Maya không may bị một phụ nữ lừa gạt khiến cô phải bơ vơ giữa Manila rộng lớn, và Richard đã cứu vớt đời cô khi nhận Maya về làm người giúp việc, đổi lại anh sẽ giúp đỡ cô thực hiện ước mơ.
Không chỉ là người giúp việc của nhà họ Lim, bởi khi bước chân vào gia đình này, Maya biết mình đã can dự vào cuộc sống riêng của Richard Và những đứa con của anh: Luke, Nikki & Abigail. Kể từ ngày vợ của Richard đột ngột qua đời trong một tai nạn máy bay, niềm vui không còn xuất hiện trong ngôi nhà này nữa. Chính Maya với trái tim trong sáng và yêu thương của mình đã kết nối các thành viên trong gia đình, đưa mọi người vượt qua được những buồn đau. Trong khi đó, Maya cũng dần rung động trước Richard

### Diễn viên chính
- Jodi Sta. Maria - Maya dela Rosa-Lim
- Richard Yap - Richard "Ser Chief" Lim
- Mutya Orquia - Abigail Ruth "Abby" Lim
- Janella Salvador - Nikki "Nik-Nik" Grace Lim
- Jerome Ponce - Luke Andrew Lim
- Aiza Seguerra - Cristina Rose "Kute" dela Rosa